# Kolonie Domov
Kolonie Domov je kolonie rodinných domků na Žižkově v Praze s ulicemi Na Hlídce (severní část), Strážní (severní část), V Domově a V Bezpečí, kterou ohraničují ulice Za Žižkovskou vozovnou (severní část), Na Balkáně (západní část) a Hraniční. Tato lokalita mezi parkem Krejcárek a Hartigovou ulicí sousedí se základní školou Na Pražačce a Sídlištěm Chmelnice.

## Historie
Malá kolonie venkovských domků byla postavena v letech 1921–1925 architektem Ladislavem Machoněm pro „Obecně prospěšné stavební a bytové družstvo Domov státních a jiných veřejných zaměstnanců pro domky rodinné v Žižkově“.
Družstvo vzniklé v roce 1919 nejdříve oslovilo čtyři architekty včetně Bohumila Hübschmanna; navržené domy mu však nevyhovovaly. Architekt Machoň se dokázal vcítit do potřeb svých klientů a navrhl originální kolonii izolovaných domů, dvojdomků a trojdomků v jednotném stylu, včetně oplocení. Domky jsou koncipovány na jednoduchém obdélníkovém půdorysu – v přízemí je umístěna kuchyň, dva pokoje, prádelna, koupelna a prosklená veranda, v podkroví je jeden pokoj. Stylizované arkýřové štíty jsou zvýrazněny dřevěným hrázděním. V domcích s prvky rondokubismu je patrný vliv folklorní secese.
Některé domky byly časem modernizovány a hrázdění zaniklo, na některých místech již stojí novodobé domy s jinými rozměry a tvary.